# 2054
- Wikisource

| Calendário gregoriano                                                        | 2054 MMLIV                          |
| Ab urbe condita                                                              | 2807                                |
| Calendário arménio                                                           | 1504 – 1505                         |
| Calendário bahá'í                                                            | 210 – 211                           |
| Calendário budista                                                           | 2598                                |
| Calendário chinês                                                            | 4750 – 4751 Início a 8 de fevereiro |
| Calendário copta                                                             | 1770 – 1771                         |
| Calendário etíope                                                            | 2046 – 2047                         |
| Calendários hindus - Vikram Samvat - Calendário nacional indiano - Cáli Iuga | 2109 – 2110 1975 – 1976 5154 – 5155 |
| Calendário Holoceno                                                          | 12054                               |
| Calendário islâmico                                                          | 1477 – 1478                         |
| Calendário judaico                                                           | 5814 – 5815                         |
| Calendário persa                                                             | 1432 – 1433 Início a 21 de março    |
| Calendário rúnico                                                            | 2304                                |
| Calendário solar tailandês                                                   | 2597                                |

2054 (MMLIV, na numeração romana) será um ano comum do século XXI que começará numa quinta-feira, segundo o calendário gregoriano. A sua letra dominical será D. A terça-feira de Carnaval ocorrerá a 10 de fevereiro e o domingo de Páscoa a 29 de março. Segundo o horóscopo chinês, será o ano do Cão, começando a 8 de fevereiro.

| Evento                                                   | Data            | Hora  |
| -------------------------------------------------------- | --------------- | ----- |
| Aquário                                                  | 19 de janeiro   | 20:51 |
| Peixes                                                   | 18 de fevereiro | 10:51 |
| primavera no hemisfério norte e outono no hemisfério sul |                 |       |
| Carneiro/equinócio                                       | 20 de março     | 09:34 |
| Touro                                                    | 19 de abril     | 20:15 |
| Gémeos                                                   | 20 de maio      | 19:03 |
| verão no hemisfério norte e inverno no hemisfério Sul    |                 |       |
| Caranguejo/solstício                                     | 21 de junho     | 02:47 |
| Leão                                                     | 22 de julho     | 13:40 |
| Virgem                                                   | 22 de agosto    | 20:58 |
| Outono no Hemisfério Norte e Primavera no Hemisfério Sul |                 |       |
| Balança/equinócio                                        | 22 de setembro  | 18:59 |
| Escorpião                                                | 23 de outubro   | 04:45 |
| Sagitário                                                | 22 de novembro  | 02:39 |
| inverno no hemisfério norte e verão no hemisfério sul    |                 |       |
| Capricórnio/solstício                                    | 21 de dezembro  | 16:10 |

| UTC: Portugal Continental, Madeira, Guiné-Bissau e São Tomé e Príncipe Subtrair (-): 1 h nos Açores e Cabo Verde 2 h nas Ilhas oceânicas brasileiras 3 h em Brasília, em Goiás, na Amazônia Oriental Brasileira e no nordeste, sudeste e sul brasileiros 4 h na Amazônia Ocidental Brasileira, Mato Grosso e Mato Grosso do Sul 5 h no Acre e sudoeste do Amazonas Adicionar (+): 1 h em Angola e Guiné Equatorial 2 h em Moçambique 8 h em Macau 9 h em Timor-Leste. |
| Adicionar uma hora durante a vigência do horário de verão: Portugal Continental : De 29 de março a 25 de outubro de 2054 |

| Ano completo                        |
| ----------------------------------- |
| Ano comum com início à quinta-feira |

## Eventos esperados e previstos
- Ano do Cão, segundo o horóscopo chinês.

### Janeiro
- 25 de janeiro - A Cidade de São Paulo completará 500 anos.

### Datas desconhecidas
- Realização dos Jogos Olímpicos de Inverno de 2054.
- Realização da Copa do Mundo FIFA de 2054.